# Joseph Edward Gallo
Joseph „Joe“ Edward Gallo, Jr. (* 11. September 1919 in Antioch, Kalifornien; † 17. Februar 2007 in Livingston, Kalifornien) war ein bekannter und erfolgreicher Unternehmer in Kalifornien.
Joseph Edward Gallo war der jüngere Bruder der Weinbauern Ernest und Julio Gallo und betrieb eine  Molkerei, welche mit ihrem „Joseph Farms cheese“' eines der bekanntesten Frühstücksprodukte in Kalifornien produziert.
Ursprünglich wollte Joseph seinen Familiennamen Gallo für seine Molkerei, das angeschlossene Ranching und deren Produkte vermarkten, aber im Jahr 1986 verklagten ihn Ernest und Julio. Die beiden älteren Brüder gewannen vor Gericht und das Verhältnis zwischen ihnen blieb bis zu seinem Tod zerrüttet.
Der zweite Sohn von Joseph Edward Gallo trägt ebenfalls den Namen Joseph Gallo.